# Hypocryptadius cinnamomeus
Hypocryptadius cinnamomeus là một loài chim trong họ Passeridae.